# Hebecerus
Hebecerus is een kevergeslacht uit de familie van de boktorren (Cerambycidae). De wetenschappelijke naam van het geslacht werd voor het eerst geldig gepubliceerd in 1835 door Dejean.

## Soorten
Hebecerus omvat de volgende soorten:
- Hebecerus fuscicornis (Germar, 1848)
- Hebecerus albescens (Breuning, 1938)
- Hebecerus anisoceroides (Breuning, 1978)
- Hebecerus anisocerus (Pascoe, 1875)
- Hebecerus antennatus (Pascoe, 1865)
- Hebecerus australis (Boisduval, 1835)
- Hebecerus basalis (Pascoe, 1867)
- Hebecerus basicristatus (Breuning, 1970)
- Hebecerus cristatus (Pascoe, 1875)
- Hebecerus crocogaster (Boisduval, 1835)
- Hebecerus didymus (Blackburn, 1901)
- Hebecerus fasciculatus (Blackburn, 1893)
- Hebecerus germari (Pascoe, 1865)
- Hebecerus lineola (Newman, 1851)
- Hebecerus longicornis (McKeown, 1948)
- Hebecerus major (Breuning, 1968)
- Hebecerus marginicollis (Boisduval, 1835)
- Hebecerus niphonoides Pascoe, 1863
- Hebecerus ochraceovittata (Breuning, 1936)
- Hebecerus paranisocerus (Breuning, 1970)
- Hebecerus parantennatus (Breuning, 1970)
- Hebecerus paravaricornis (Breuning, 1968)
- Hebecerus setosus (Breuning, 1940)
- Hebecerus similis (Breuning, 1938)
- Hebecerus varicornis (Germar, 1848)